# Antonio Brunelli
Antonio Brunelli (* 20. Dezember 1577 in Pisa; †  19. November 1630 ebenda) war ein italienischer Kapellmeister, Musiktheoretiker und Komponist des Frühbarock.
Er studierte bei Giovanni Maria Nanino und war von 1604 bis 1607 als Organist von San Miniato (Toskana) tätig. Dann zog er nach Prato und wurde an der dortigen Kathedrale maestro di capella. Am 12. April 1612 wurde er zum maestro di capella bei dem Großherzog der Toskana. Zwischen 1605 und 1621 veröffentlichte er Werke, die Motetten, Canzonetten, Psalmenvertonungen, Madrigale, Requien und andere geistliche Werke beinhalteten, von denen einige veröffentlicht waren in Donfrieds Promptuarium musicum (1623). Brunelli schreib und veröffentlichte einige theoretische Traktate. Besonders erwähnenswert ist die Regole utilissime per i scolari che desiderano imperare a cantare (Florenz, 1606), das zu den ersten gesangspädagogischen Werken zählt. Seine anderen Schriften sind Esercizi ad 1 e 2 voci (Florenz, 1607) und Regole et dichiarazione de alcuni contrappunti doppii (Florence, 1610).

## Werke
- Esercizi a una e due voci [op. 1] – Firenze, Marescotti (1605)
- Regole utilissime – Firenze, Volcmar Timan (1606)
- Affettuoso et invaghito, Canzonette a tre voci [op. 2] – Firenze, Marescotti (1608)
- Mottetti a due voci  Lib. 2 [op. 3] – Firenze, Marescotti (1608)
- Mottetti a due voci  Lib. 2 [op. 4] – Firenze, Marescotti (1608)
- Fiori odoranti, Madrigali a tre voci  Lib. 1 [op. 5] – Venezia (1609)
- Fiammette d’ingenio, Madrigali a tre voci Lib. 2 [op. 6] – Venezia (1610)
- Regole et dichiarazioni – Firenze, Marescotti (1610)
- Prati di sacri fiori musicali [op. 7] – Venezia, Vincenti (1612)
- Canoni vari  [op. 8] – Venezia, Vincenti (1612)
- Scherzi, arie, ... Lib.1 [op. 9] – Venezia, Vincenti (1613)
- Balletto della cortesia (1614)
- Scherzi, arie,... Lib.2 [op. 10] – Venezia, Vincenti (1614)
- Varii esercitii [op. 11] – Firenze, Zanobi Pignoni (1614)
- Scherzi, arie, ... Lib.3 [op. 12] – Venezia, Vincenti (1616)
- In raccolte d’epoca, ristampa di Tibi Laus Tibi Gloria, Mottetto a tre voci con b.c. (1616)
- Godi felice alfea, Aria a 2 voci – Venezia, Vincenti (1616)
- Sacra Cantica [op. 13] – Venezia, Vincenti (1617)
- Missae Tres Pro Defunctis [op. 14] – Venezia, Vincenti (1619)
- 12 Salmi brevi concertati (senza cognome) – Pisa (1629)
- Musica per la festa del 31.1.1620 – (1620)
- Fioretti spirituali [op. 15 ] – Venezia, Magni (1621)
- From Ioannes Reinenger "Delicie Sacrae Musicae",  Ecce Panis Angelorum e Crux Fidelis a quattro voci – Ingolstadt, Haenlin (1626)

## Links
- Werke von Antonio Brunelli bei IMSLP
- A. Brunelli su 'Tesori Musicali Toscani'